# 448 a.C.

## Eventos
- 83a olimpíada: Crissão de Hímera, vencedor do estádio. Ele também venceu na duas olimpíadas seguintes, em 444 a.C. e 440 a.C.[1]
- Lárcio Hermínio Coritinesano e Tito Vergínio Tricosto Celimontano, cônsules romanos.